# 옥시모나스속
옥시모나스속(Oxymonas)은 첨예편모충목에 속하는 엑스카바타 원생생물 속의 하나이다. 옥시모나스 프로투스(Oxymonas protus)를 포함하고 있다.

## 분류사
1915년 재니키(Janicki)가 흰개미 속에서 처음 발견했다. 옥시모나스속은 새로 발견된 옥시모나스 그라눌로사(Oxymonas granulosa)를 기재하기 위해 처음 명명했다. 재니키는 옥시모나스의 발견을 통해서, 옥시모나스속과 다른 흰개미 공생체에서 관찰된 새로운 구조를 카리오마스티곤트(karyomastigont)라고 처음 명명했다.